# Simboli Evropske unije
Simboli Evropske unije bodo določeni z Evropsko ustavo. Konvencija o prihodnosti Evrope je v členu IV-1 osnutka Evropske ustave z dne 18. julija 2003 predlagala naslednje simbole:
- Zastavo Unije predstavlja krog dvanajstih zlatih zvezd na modri podlagi.
- Himna Unije temelji na Odi radosti (An die Freude) iz 9. simfonije Ludwiga van Beethovna.
- Geslo Unije je: Združena v raznolikosti (latinsko in varietate concordia).
- Valuta Unije je evro, kratica EUR ali znak €.
- 9. maj se proslavlja po Uniji kot Dan Evrope.

## Evropska zastava
Evropska unija kot svoj simbol uporablja evropsko zastavo, ki je namenjena predstavljanju Evrope kot celote, ne le EU.

## Evropsko geslo

### V uradnih jezikih Evropske unije
- angleščina - United in diversity
- bolgarščina - Обединени в различието
- češčina - Jednotnost v různorodosti
- danščina - Forenet i mangfoldighed
- estonščina - Ühtsus erinevuses
- finščina - Erilaisuudessaan yhdistynyt
- francoščina - Unie dans la diversité
- grščina - Ενότητα στην πολυµορφία
- hrvaščina - Sjedinjeni u različitosti
- italijanščina - Unità nella diversità
- latvijščina - Vienotība dažhādībā
- litvanščina - Vienybė įvairialypiškume
- madžarščina - Egység a sokféleségben
- malteščina - Maghqudin fid-diversità
- nemščina - In Vielfalt geeint
- nizozemščina - Eenheid in verscheidenheid
- poljščina - Jedność w różnorodności
- portugalščina - Unidade na diversidade
- romunščina - Unitate în diversitate
- slovaščina - Jednota v rozdielnosti
- slovenščina - Združena v raznolikosti
- španščina - Unidos en la diversidad
- švedščina - Förenat i mångfalden

## Evropska valuta
Valuta dvanajstih držav Evropske unije je evro, kratica EUR ali znak €. Valute niso sprejele Švedska, Združeno kraljestvo in Danska, mora pa jo sprejeti tudi vseh deset novih članic, ki so se EU pridružile 1. maja 2004.
Jeseni 2004 je veliko prahu dvignila novica, da EU vsem novim državah vsiljuje uradni zapis »euro« brez sklanjanja, kar je v nasprotju z besedotvornimi pravili uradnih jezikov štirih novih članic; poleg slovenščine (evro) še litvanščine (euras), latvijščine (eiro) in madžarščine (euró). Oktobra je bil sklenjen dogovor, da se zapis »euro« uporablja v pravno-formalni komunikaciji z ECB in drugimi ustanovami EU ter na gotovini, v Sloveniji pa se beseda evro uporablja v slovnično pravilni obliki in sklanja.

## Evropska himna
Evropska himna temelji na zadnjem stavku Beethovnove devete simfonije, ki vsebuje besedilo Schillerjeve Ode radosti (izvirno nemško An die Freude). Himno je prvotno, leta 1972, sprejel Svet Evrope, leta 1985 pa tudi Evropska unija, tako da jo danes igrajo ob uradnih priložnostih tako Sveta Evrope kot Evropske unije. Zaradi velikega števila jezikov v Evropski uniji, himna nima uradnega besedila in jo izvajajo popolnoma inštrumentalno.